# Caudectomie

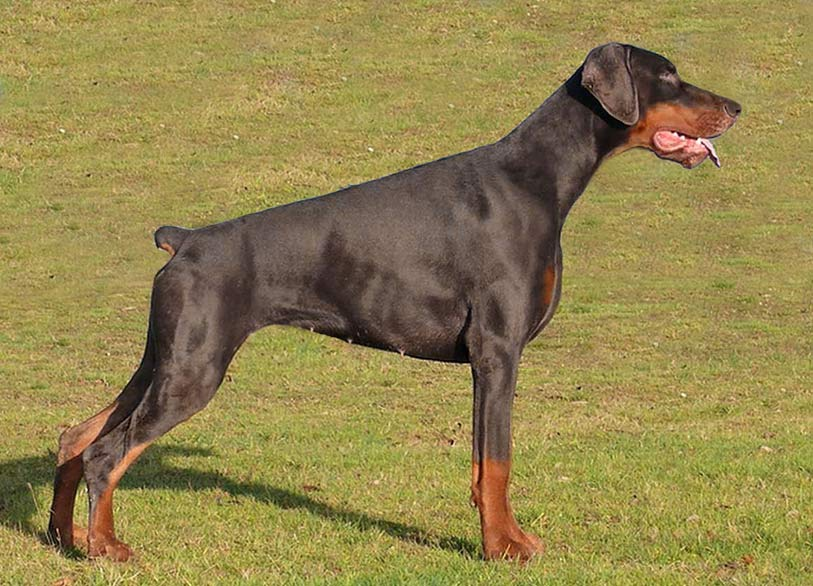
Dobermann après caudectomie.

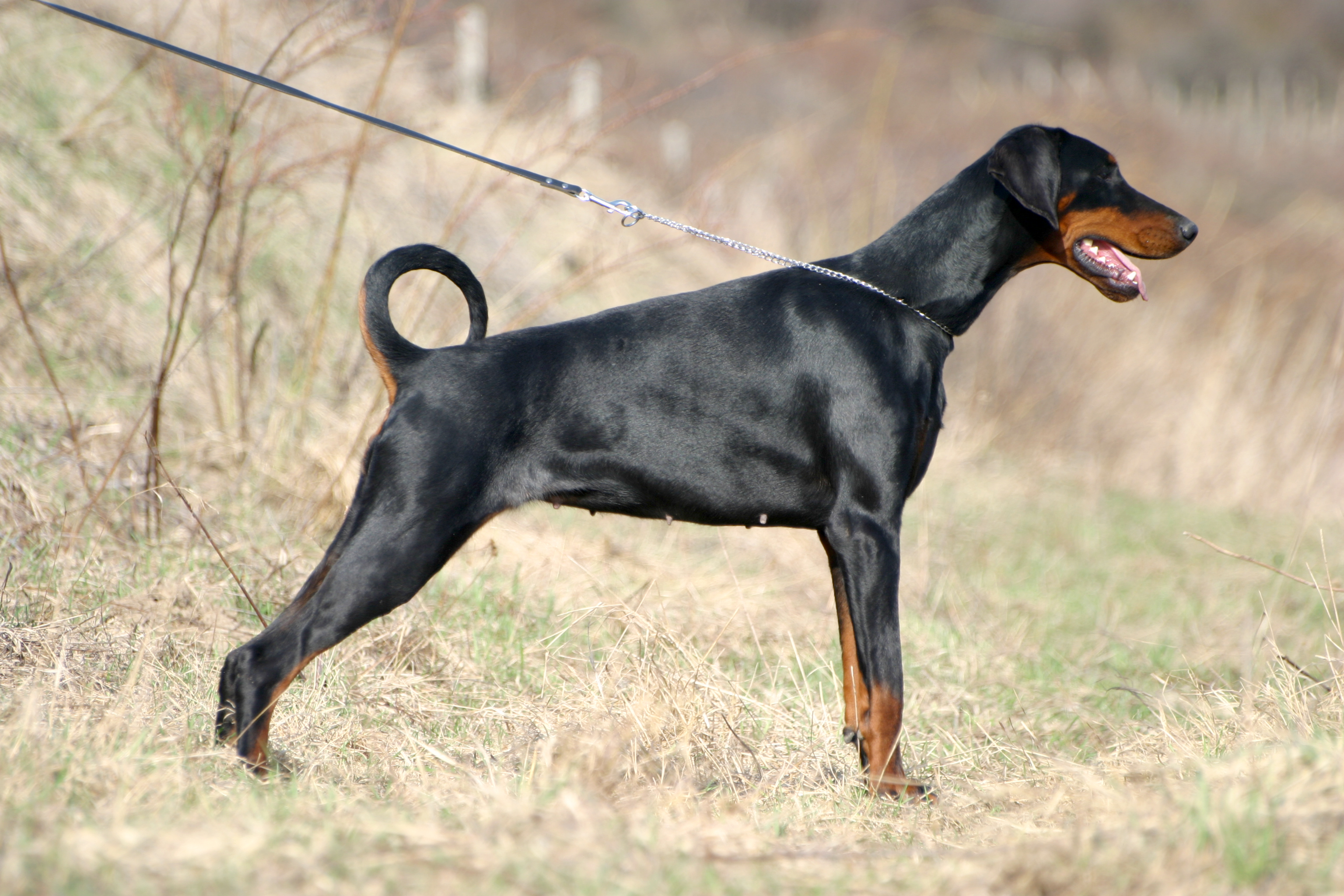
Dobermann avec la queue non coupée.

La caudectomie (parfois également nommée « caudotomie ») désigne l'écourtage ou l'ablation de la queue d'un animal. Elle est courante chez les animaux domestiques, et peut être pratiquée pour des raisons médicales, esthétiques, ou zootechniques. Pour ces deux dernières raisons, elle concerne principalement les chiens, les chevaux et, en agriculture, les porcs et les moutons. 
Cette pratique suscite le débat en opposant régulièrement les éleveurs à des associations, en particulier de vétérinaires et de défense des animaux, pour des raisons de bien-être animal.

## Chez les chiens
La caudectomie se pratique en relation avec un standard de race à respecter, il faut notamment savoir combien de vertèbres conserver pour avoir la longueur caudale voulue par le standard. Cette opération se réalise dans les 5 jours au maximum qui suivent la naissance du chiot. Les races de chiens dont les éleveurs coupent traditionnellement la queue incluent des chiens de berger ou d'utilité (bobtail, boxer, dobermann, schnauzer géant), des terriers (airedale terrier, fox-terrier, yorkshire terrier), mais surtout des chiens d'arrêt (braque allemand, épagneul breton), et des chiens broussailleurs (cocker anglais, cocker américain, welsh springer spaniel)[réf. nécessaire].
Si dans certaines races la caudectomie a un but esthétique, elle représente un atout pour les chasseurs dont les chiens de chasse sont destinés aux terrains broussailleux et couverts (braques, griffons, cockers). Dans ce cas, si la queue n'est pas écourtée, elle peut s'écorcher sur des végétaux épineux et se couvrir de plaies[réf. nécessaire].

### Méthodes
Elle peut être réalisée par résection chirurgicale par les vétérinaires, ou bien par ligature par les éleveurs (à l'aide d'un élastique placé à la base de la queue, maintenu serré, empêchant l'irrigation et provoquant la chute de la queue)[réf. nécessaire].  

### Législations
Certains vétérinaires refusent de pratiquer cette opération pour des raisons éthiques. La pratique est autorisée en France, même lorsque les raisons sont purement esthétiques. La France fait en effet partie des États ayant utilisé leur droit de réserve quant à l'alinéa portant sur la caudectomie dans le décret de 2004 de ratification de la convention européenne pour la protection des animaux de compagnie,.
Bien qu'en France la caudectomie canine ne figure pas dans la liste des actes de médecine ou de chirurgie des animaux que peuvent réaliser certaines personnes n'ayant pas la qualité de vétérinaire, elle est en pratique fréquemment réalisée par les éleveurs[réf. nécessaire].
La caudectomie canine est interdite en Belgique depuis le 1er janvier 2006 et en Espagne depuis le 16 mars 2017.
Les pays ayant interdit la caudectomie justifient leur décision par la douleur générée par cette mutilation et la privation du chien d'un élément de son anatomie utile dans son comportement et dans le maintien de son équilibre.

## Chez les chevaux

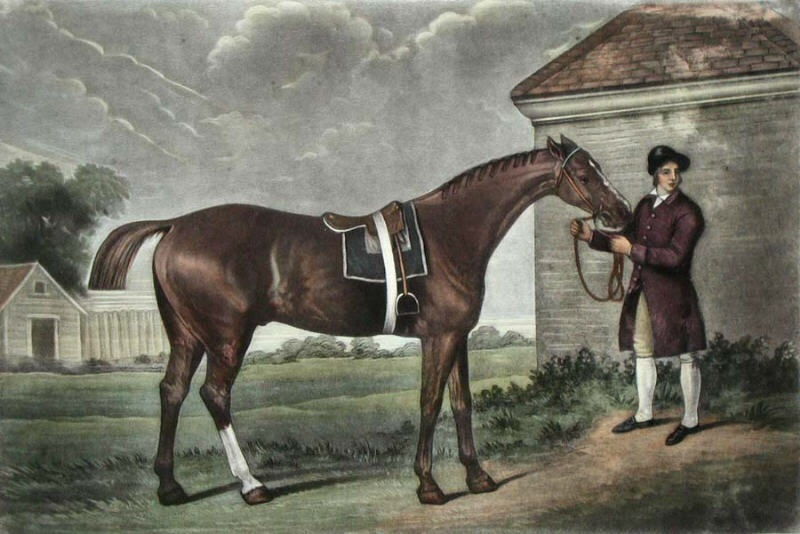
Le pur-sang anglais Eclipse, né en 1764.

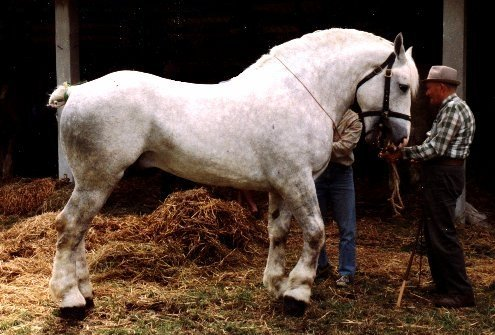
Bambou, étalon de trait boulonnais.

La caudectomie équine est abolie entre autres en France et en Belgique, mais aucune loi ne l'interdit, par exemple, au Canada et aux États-Unis.

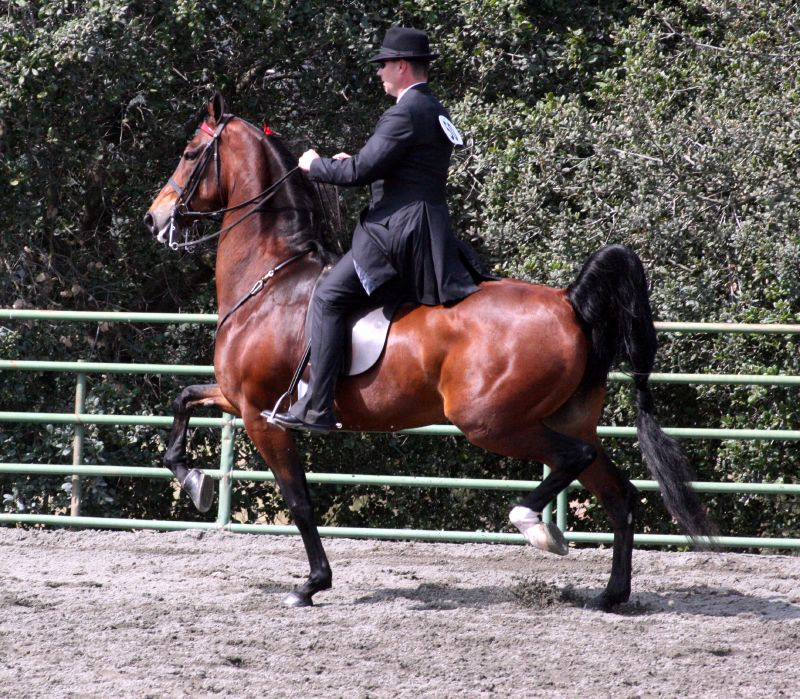
Un saddlebred, race équine dont les vertèbres caudales étaient brisées afin de relever le port de queue.

Deux types d'interventions entrent dans la définition de la caudectomie chez les chevaux. 
L'une consiste à sectionner complètement les dernières vertèbres caudales pour ôter la queue en entier, comme cela se faisait en France et en Belgique (et continue à se faire au Canada et aux États-Unis) chez les chevaux de trait. L'opération est pratiquée directement par les éleveurs à la naissance du poulain, avec un instrument fonctionnant sur le principe de la guillotine, dans lequel est inséré la queue de l'animal ; 
L'autre, nommée « bloc de la queue », consiste à modifier chimiquement l’approvisionnement nerveux de la queue pour créer l’effet d’une queue plus plate ou plus relevée, en sectionnant un nerf ou en brisant une vertèbre par exemple. Cette pratique était fréquente chez la race de l'American Saddlebred. 
La coupe des crins de queue chez le cheval n'est pas considérée comme une caudectomie tant que les vertèbres caudales ne sont pas touchées et que les crins peuvent repousser.

### Histoire de la caudectomie équine
La caudectomie s'est vraisemblablement généralisée au XVIIIe siècle chez les aristocrates et les nobles anglais afin de différencier leurs chevaux de ceux des roturiers. Sur les peintures anciennes représentant les premiers chevaux de race pur-sang anglais, tel le cheval de course Éclipse, les chevaux, propriété des nobles anglais, ont la queue coupée. 
Après l’abolition des privilèges, tout le monde se met à couper la queue des chevaux pour paraître plus riche mais également pour des raisons d’esthétisme et de mise en valeur de la musculature. Dans le cas de l'attelage, la caudectomie a des raisons pratiques : éviter au cocher d'être fouetté par la queue de ses chevaux, et éviter que les crins de la queue ne se coincent entre les harnais. 

#### Abolition
Avec la fin de la traction hippomobile et la généralisation de la mécanisation, la caudectomie n'a plus lieu d'être pour l'attelage. Le cheval de trait est chassé des champs par le tracteur. Des années 1970 à 1985, l'hippophagie est encouragée en France pour trouver un nouveau débouché au cheval de trait, alors renommé cheval lourd. La coupe de la queue permet de mettre la croupe et la masse de l'animal en valeur avant sa revente à la boucherie. Les éleveurs de chevaux de trait font perdurer cette pratique par tradition malgré l'engouement de plus en plus prononcé pour le retour du cheval de trait comme animal de loisir, d'attelage de compétition et de tradition.
En Belgique, la loi du 14 août 1986 relative à la protection et au bien-être des animaux interdit d'infliger des lésions corporelles inutiles aux animaux. Les éleveurs de chevaux de trait  brabançon belges refusent cette loi en argumentant que la coupe de la queue permet d'éviter les maladies causées par les mouches, la gale et la diarrhée chez les chevaux de trait. Des éleveurs contournent la loi en faisant amputer leurs chevaux en France et en revenant dans leur pays avec une attestation d'importation.

#### En France
La caudectomie pratiquée sur les chevaux de trait français est déjà régulièrement critiquée dans les années 1980, notamment en Allemagne où elle est assimilée à une maltraitance. Ainsi, pendant le salon Euro-Cheval à Offenbourg en 1988, la délégation française est mis au ban sur une action d'un parti politique écologiste allemand. Brigitte Bardot parvient à convaincre Philippe Vasseur, ministre de l’Agriculture de l'époque, d'interdire la caudectomie équine. En janvier 1996, la loi française concerne toutes les races équines du sol français. Elle s'applique aux poulains nés après le 1er janvier 1996 en interdisant leur revente ainsi que leur participation aux manifestations officielles s'ils ont la queue coupée.

#### Au Canada
Au Canada, la caudectomie est toujours pratiquée chez les chevaux de trait et certaines races équines, en particulier l'American Saddlebred, bien que des associations vétérinaires s'y opposent. L'Association canadienne des médecins vétérinaires (ACMV) dit ainsi que « les interventions de bloc et d’incision de la queue sont des interventions vétérinaires qui trahissent la confiance du public envers la profession, car elles utilisent des connaissances inhérentes à l’exercice de la médecine vétérinaire afin de donner une fausse impression de la qualité d’un animal individuel ». Elle encourage les vétérinaires à réaliser que « Les traditions de longue date ne sont pas nécessairement dans le meilleur intérêt des animaux et qu'en facilitant la tromperie dans la piste d’équitation, les vétérinaires agissent contrairement au code professionnel ».

### Caudectomie et bien-être du cheval
Les équidés ont besoin de leur queue pour se protéger des insectes, réguler la chaleur de leur corps et exprimer leurs émotions. La coupe de la queue s'apparente donc à une mutilation. De plus, une caudectomie mal réalisée peut provoquer des infections, de la douleur, des névromes ou une douleur fantôme chez le cheval.

## Chez les porcs

### Méthode
Une pince au bout tranchant, un bistouri ou un coupe-queue au gaz (brûleur) qui cautérise en même temps sont utilisés. Pour la pince et le bistouri, il est important de désinfecter après la coupe pour éviter les infections. La queue est coupée de 2 à 2,5 cm de la base de la queue. Si la coupe est trop courte, il y a risque d'infection à la colonne vertébrale qui peut entraîner une paralysie[réf. souhaitée].

### Utilisation
Jusqu'en 2003, la caudectomie est pratiquée quasi-systématiquement chez les porcs d'élevage intensif qui vivent dans une grande promiscuité. La coupe de la queue a pour but d'éviter que les porcs ne dévorent la queue de leurs congénères (caudophagie). Là encore, son utilité est discutée puisque la caudophagie est un comportement anormal chez cette espèce résultant de la pauvreté de l'environnement dans lequel les porcs sont élevés. En effet, en l'absence d'un environnement adéquat, les porcs redirigent leur comportement naturel de fouissement et d'exploration vers les queues de leurs congénères.
Cette pratique est interdite dans les élevages porcins labellisés agriculture biologique. Cela s'explique par une recherche du bien-être animal plus poussée qu'en élevage conventionnel, ainsi que par une nécessité moindre de prévenir la caudophagie. En effet, dans ce mode de production il est obligatoire de laisser un espace plus important aux animaux ainsi qu'un accès à l'extérieur, les porcs peuvent alors exprimer les comportements propres à leur espèce et souffrent moins de troubles du comportement, comme la caudophagie.

### Législation
L'arrêté du 16 janvier 2003 interdit la section partielle de la queue sur une base de routine. Le 6 avril 2022, le tribunal correctionnel de Monlins (Allier) condamne les propriétaires d'un élevage de porcs pour la marque Herta à une peine de 50 000 € d'amende, dont 25 000 avec sursis, considérant que la caudectomie systématique était un acte de maltraitance. 
En France, la caudectomie sur des porcelets de moins de 7 jours peut être réalisée par un éleveur ou un technicien, en revanche sur les animaux de plus de 7 jours elle doit obligatoirement être réalisée par un vétérinaire. 

## Chez les moutons
La caudectomie ovine est réalisée pour plusieurs raisons : faciliter l'accouplement, réduire la souillure de la toison et améliorer la présentation de la carcasse. Elle peut se faire en coupant la queue à l'aide d'un caudotome ou bien grâce à la pose d'un élastique très serré à la base de la queue chez les agneaux, ce qui entraîne une gangrène sèche et une chute de la queue au bout de quelques jours.

## Douleurs et autres conséquences négatives
La douleur aiguë, jugée nulle ou légère par 82 % des éleveurs de chiens lors d'un sondage en Australie, est à l'inverse jugée significative à sévère par 76 % des vétérinaires. Une étude sur cinquante chiots amputés de la queue fait état de hurlements de tous les chiots au moment de l'amputation, ce qui établit le caractère douloureux de l'acte.
La douleur chronique et une hypersensibilité (à la pression, au froid, au chaud) de la zone touchée ont pu être constatées jusqu'à un an après l'amputation de la queue chez des chiens ou des vaches mais le sujet n'a pas encore été étudié de manière approfondie. Le fait que  80 % des humains amputés témoignent de douleurs fantômes laisse également penser, sans certitude, que la caudectomie des chiens puisse provoquer des douleurs neuropathiques.
On soupçonne également un effet délétère de l'amputation de la queue du chien sur sa communication sociale, la queue du chien jouant un rôle important dans son langage corporel.